# BGR233
Il BGR233 è uno spazio colore utilizzato da VNC.
È uno spazio dei colori a soli 8 bpp: due bit per il blu e tre per il verde e tre per il rosso. Questa scelta porta ad avere sette gradazioni di rosso e verde e solamente tre di blu.